# Erich Marcks (General)

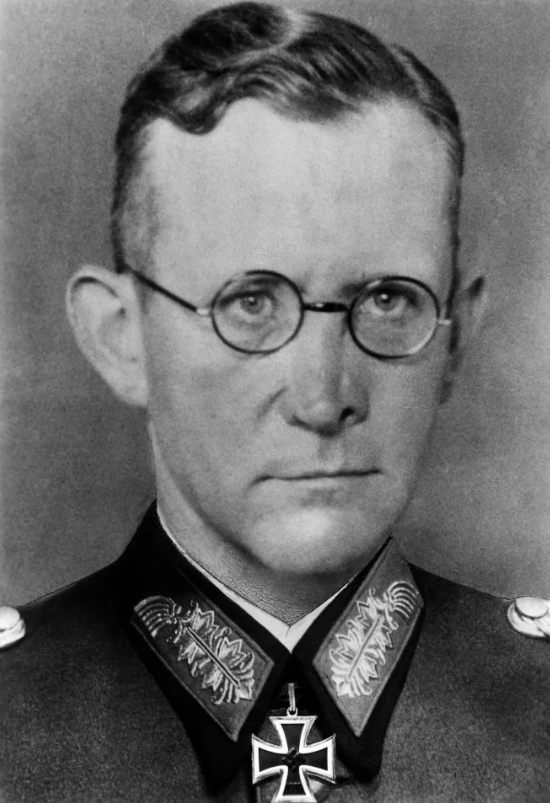
Erich Marcks

Erich Marcks (* 6. Juni 1891 in Schöneberg; † 12. Juni 1944 bei Hébécrevon im französischen Département Manche) war ein General der Artillerie der deutschen Wehrmacht.

## Leben

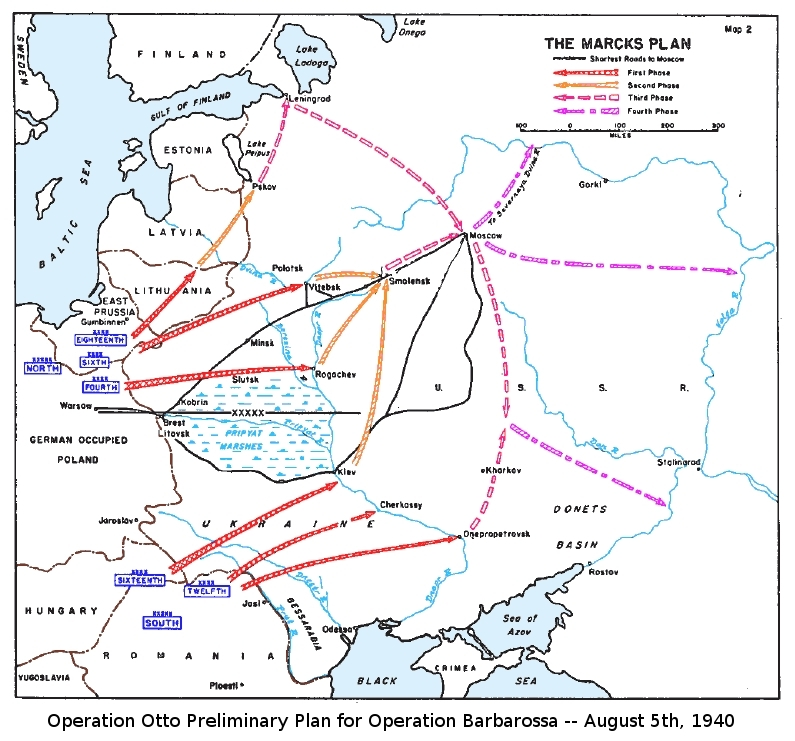
Marcks-Plan (5. August 1940), erster Entwurf zum Unternehmen Barbarossa

Marcks war der Sohn des bekannten Historikers Erich Marcks. Er begann nach dem Abitur 1909 ein Studium der Philosophie in Freiburg im Breisgau und beeindruckte mit seinen Kenntnissen den dortigen Professor Heinrich Rickert. Marcks brach das Studium nach drei Semestern ab und wurde Berufsoffizier.
Zu Anfang des Ersten Weltkriegs als Artillerieleutnant schwer verwundet und im Gesicht entstellt, kam er 1917 als Hauptmann in den Generalstab und 1918 in die Oberste Heeresleitung.
Anfang der 1930er Jahre war er als Major Leiter der Presseabteilung des Reichswehrministeriums. Von 1932 bis 1933 amtierte er unter den Reichskanzlern Franz von Papen und Kurt von Schleicher als Ministerialdirektor und Reichspressechef. Marcks’ Freundschaft mit Kurt von Schleicher, der später während der Niederschlagung des vorgeblichen Röhm-Putsches auf Anweisung von Hitler ermordet wurde, behinderte seine militärische Karriere nicht. Er war mit dem Staatsrechtler und Philosophie-Professor Carl Schmitt freundschaftlich verbunden, der die Morde während des vorgeblichen Röhm-Putsches öffentlich als legitim verteidigte.
Marcks wurde am 1. Oktober 1935 als Oberst Chef des Generalstabs des VIII. Armeekorps und am 1. April 1939 zum Generalmajor befördert. Mit dem VIII. Armeekorps nahm er am Überfall auf Polen teil. Nach dessen Beendigung wurde er am 25. Oktober 1939 zum Chef des Generalstabs der 18. Armee ernannt, mit der er im Frühjahr 1940 am Westfeldzug teilnahm. Im Sommer 1940 wurde das Armeeoberkommando 18 als erste höhere Kommandobehörde nach Osten verlegt und bezog Quartier in Königsberg.
Im Auftrag des Generalstabschefs des Heeres, Generaloberst Franz Halder, erarbeitete Marcks bis zum 5. August einen ersten Operationsplan für den von Adolf Hitler beabsichtigten Überfall auf die Sowjetunion. In einer ergänzenden Denkschrift („Beurteilung der Lage Rot“), die vom OKH jedoch ignoriert wurde, warnte er bereits im September 1940 vor übertrieben optimistischen Einschätzungen der Dauer dieses Feldzugs und hielt einen umfassenden alliierten Gegenschlag in Ost und West ab 1942 für durchaus möglich. Sein Entwurf wurde zusammen mit dem parallel entstandenen Entwurf von Generalmajor von Loßberg unter Leitung von Generalleutnant Paulus im Winter 1940/41 zu einem ersten detaillierten Plan kombiniert.
Im Juni 1941 wurde Marcks, mittlerweile Generalleutnant und Kommandeur der 101. leichten Infanterie-Division, in der Ukraine schwer verwundet. Sein linkes Bein wurde amputiert.
Im Krieg gegen die Sowjetunion fielen 1941 der erste und 1943 der zweite von Marcks’ drei Söhnen.
Marcks war vom 25. März bis 1. Oktober 1942 Kommandeur der 337. Infanterie-Division. Er war ab dem 20. September 1942 Kommandierender General des neu aufgestellten LXVI. Reservekorps und wurde einen Monat später Kommandierender General des LXXXVII. Armeekorps.
Am 1. August 1943 wurde Marcks Kommandierender General des LXXXIV. Armeekorps, das zur Verteidigung der Normandie eingesetzt war. Er war einer der wenigen Generäle der Wehrmacht, die eine Invasion der Alliierten dort für möglich hielten. Deren Landung in der Normandie, die Operation Overlord (ab 6. Juni 1944), begann an Marcks’ 53. Geburtstag.
Marcks war einige Tage später während der Kämpfe um die Halbinsel Cotentin wenige Kilometer nordwestlich der Stadt Saint-Lô und wurde dort bei einem Tieffliegerangriff
tödlich verwundet.

## Sonstiges
Der Stab des LXXXIV. Armeekorps gratulierte Marcks am 6. Juni um 0 Uhr zum Geburtstag.
Sie bereiteten sich auf ein militärisches Planspiel vor, bei dem Marcks einen westalliierten Angriff auf die Normandie versuchen sollte.
Um 1:11 Uhr des 6. Juni 1944 meldete der Kommandeur der 716. Division Marcks: Fallschirmjäger sind ostwärts der Orne gelandet.
Der Chef des Stabes der 7. Armee Generalmajor Max Pemsel alarmierte nach Anruf von Marcks die gesamte 7. Armee und weckte seinen Oberbefehlshaber, Generaloberst Friedrich Dollmann.

## Auszeichnungen
- Eisernes Kreuz (1914) II. und I. Klasse[4]
- Verwundetenabzeichen (1918) in Schwarz[4]
- Hanseatenkreuz Hamburg[4]
- Wehrmacht-Dienstauszeichnung IV. bis II. Klasse
- Spange zum Eisernen Kreuz II. und I. Klasse
- Ritterkreuz des Eisernen Kreuzes mit Eichenlaub[5]
  - Ritterkreuz am 26. Juni 1941
  - Eichenlaub am 24. Juni 1944 (postum)

## Film
- The Longest Day. (dt.: Der längste Tag), USA 1962, mit Richard Münch als General Marcks.
- Rommel mit Hans Kremer als Marcks